# Remco Pielstroom
Remco Eric Pielstroom (Amsterdam, 8 april 1965) is een voormalig Nederlands waterpolospeler.
Pielstroom nam tweemaal deel aan de Olympische Spelen, in 1984 Los Angeles en 1992 Barcelona . Hij eindigde met het Nederlands team op een zesde (1984) en negende (1992) plaats. Hij speelde bij het Alphense AZC waar hij zesmaal landskampioen werd en elfmaal de beker behaalde. Hij stond tweemaal in de finale van Europacup 1 met AZC. Pielstroom is directeur van De Thermen2
Johan Aantjes · 
Stan van Belkum · 
Wouly de Bie · 
Ton Buunk · 
Ed van Es · 
Anton Heiden · 
Nico Landeweerd · 
Aad van Mil · 
Ruud Misdorp · 
Dick Nieuwenhuizen · 
Eric Noordegraaf · 
Roald van Noort · 
Remco Pielstroom
Marc van Belkum · 
Bert Brinkman · 
Arie van de Bunt · 
Robert Havekotte · 
Koos Issard · 
John Jansen · 
Gijs van der Leden · 
Harry van der Meer · 
Hans Nieuwenburg · 
Remco Pielstroom · 
John Scherrenburg · 
Jalo de Vries · 
Jan Wagenaar